# Marco Bürki
Marco Bürki (sinh ngày 10 tháng 7 năm 1993) là một cầu thủ bóng đá người Thụy Sĩ hiện tại thi đấu cho Thun tại Giải bóng đá vô địch quốc gia Thụy Sĩ. Anh có màn ra mắt trong mùa giải 2011–12. Anh có 16 lần ra sân trong mùa giải 2012–13. Anh là trung vệ thuận chân trái.
Anh là một phần của đội hình Young Boys vô địch Giải bóng đá vô địch quốc gia Thụy Sĩ 2017-18, danh hiệu đầu tiên sau 32 năm.

## Đời sống cá nhân
Anh là anh trai của thủ môn Roman Bürki.

## Danh hiệu
Young Boys
- Giải bóng đá vô địch quốc gia Thụy Sĩ: 2017-18